# مهرداد صمصامی
مهرداد صمصامی (زادهٔ ‎۷ اسفند ۱۳۶۹) بازیکن هندبال اهل ایران است. وی سابقه عضویت در تیم‌های پرسپولیس بهبهان، شهرداری زرند، ثامن الحجج مشهد، الاهلی قطر، فرازبام خائیز دهدشت، ذوب‌آهن و مس کرمان را در کارنامه دارد.